# くらべてみれば
『くらべてみれば』は、1991年4月1日から1994年3月24日までNHK総合テレビで放送された教養番組である。

## 概要
前番組『トライ&トライ』と同様に、この番組もかつての『ウルトラアイ』の内容を継承した。司会もこれまでと同様に、当時NHKのアナウンサーだった山川静夫が務めた。
番組は毎回、正反対の性質を持つ2つのものやライバル関係にある2つのもの、一見似ているようで実際には異なる2つのものなどをテーマに取り上げた。組み合わせとしては、日本的なものと西洋的なものの比較が多かった。そして、男女2人のパネラーが比較対象それぞれの側に立ち、互いに自分側のメリットや相手側のデメリットを科学的に分析して両者を比べてみる番組であった。

## 放送時間
| 期間                         | 放送時間             |
| ---------------------------- | -------------------- |
| 1991年4月1日 - 1993年3月29日 | 月曜日 19:30 - 20:00 |
| 1993年4月8日 - 1994年3月24日 | 木曜日 20:00 - 20:40 |

## 出演者

### 司会
- 山川静夫（当時NHKアナウンサー）

### 男性パネラー
- 立川志の輔 - 後続番組である『なせばなるほど』でもパネラーを担当、『ためしてガッテン→ガッテン!』で司会に昇格した。

### 女性パネラー
- 石井めぐみ（月曜放送時）
- 榊原郁恵（木曜放送時）

## 放送リスト

### 1991年
| 放送日   | サブタイトル                     |
| -------- | -------------------------------- |
| 4月1日   | 近視になる子VSならない子         |
| 4月8日   | “関東の味”VS“関西の味”           |
| 4月15日  | 縦書きVS横書き                   |
| 4月22日  | デジタルVSアナログ               |
| 4月29日  | 肥満VSやせ                       |
| 5月13日  | ダイコンVSニンジン               |
| 5月20日  | 牛肉VS豚肉                       |
| 5月27日  | シロアリVSマイホーム             |
| 6月3日   | 虫歯菌 VS こどもの歯             |
| 6月10日  | 紅VS藍                           |
| 6月17日  | 塩VS砂糖                         |
| 6月24日  | 理系人間 VS 文系人間             |
| 7月1日   | カナヅチVSカッパ                 |
| 7月8日   | ウナギVSレバー                   |
| 7月15日  | ねぎVSにら                       |
| 7月22日  | ベテランハイカーVS初心者ハイカー |
| 7月29日  | 肩のこる人 VS こらない人         |
| 9月2日   | 高血圧型人間VS低血圧型人間       |
| 9月9日   | ハンバーグVSつみれ               |
| 9月23日  | イスVSザブトン                   |
| 9月30日  | “ジャポニカ”VS“インディカ”       |
| 10月7日  | “短距離”VS“長距離”               |
| 10月14日 | 紙包装VSプラスチック容器         |
| 10月21日 | “しいたけ”VS“まつたけ”           |
| 10月28日 | “電球”VS“蛍光灯”                 |
| 11月4日  | 縄文VS弥生                       |
| 11月11日 | “干物”VS“くんせい”               |
| 11月18日 | “まんが”VS“活字”                 |
| 11月25日 | “粒”VS“粉”                       |
| 12月2日  | “あがる人”VS“あがらぬ人”         |
| 12月9日  | “ハイヒール”VS“ローヒール”       |
| 12月16日 | “明治のおせち”VS“平成のおせち”   |

### 1992年
| 放送日   | サブタイトル                         |
| -------- | ------------------------------------ |
| 1月6日   | “和凧”VS“スポーツカイト”             |
| 1月13日  | “日本酒”VS“焼酎”                     |
| 1月20日  | “寄せ鍋”VS“すき焼き”                 |
| 1月27日  | “早起き”VS“宵っぱり”                 |
| 2月3日   | “大豆”VS“小豆”                       |
| 2月10日  | “がまんする人”VS“おこる人”           |
| 2月17日  | カゼウイルス VS 子ども               |
| 3月2日   | “磁器”VS“陶器”                       |
| 3月9日   | “あさり”VS“しじみ”                   |
| 3月16日  | “ジョギング”VS“ウォーキング”         |
| 4月6日   | 右利きVS左利き                       |
| 4月13日  | 信長型リーダーVS家康型リーダー       |
| 4月20日  | ギターVS三味線                       |
| 4月27日  | 重力VS無重力                         |
| 5月11日  | 温野菜VS冷野菜                       |
| 5月18日  | 記憶する人VSメモに頼る人             |
| 5月25日  | “カツオ”VS“マグロ”                   |
| 6月1日   | “汗をかく人”VS“かかない人”           |
| 6月8日   | 焼くVS煮る                           |
| 6月15日  | “水道の水”VS“ミネラルウォーター”     |
| 6月22日  | “コーヒー”VS“紅茶”                   |
| 6月29日  | “金”VS“銀”                           |
| 7月6日   | あおむけVSうつぶせ                   |
| 7月13日  | ポップコーンVSポテトチップス         |
| 7月20日  | “プリン”VS“ゼリー”                   |
| 8月31日  | “にんにく”VS“しょうが”               |
| 9月7日   | “サウナ”VS“お風呂”                   |
| 9月14日  | “東洋の豆腐”VS“西洋のチーズ”         |
| 9月21日  | 初心者ドライバーVSベテランドライバー |
| 9月28日  | “あぶら肌”VS“かさかさ肌”             |
| 10月5日  | “一輪車”VS“自転車”                   |
| 10月12日 | 体の硬い人VS柔らかい人               |
| 10月19日 | ハムVSソーセージ                     |
| 10月26日 | “洋紙”VS“和紙”                       |
| 11月2日  | “うどん”VS“そば”                     |
| 11月9日  | みかんVSりんご                       |
| 11月16日 | 和包丁 VS 洋包丁                     |
| 11月30日 | 高層階VS低層階                       |
| 12月7日  | 焼くVS煮る                           |
| 12月14日 | ウールVSシルク                       |

### 1993年
| 放送日   | サブタイトル                     |
| -------- | -------------------------------- |
| 1月4日   | 禁煙する人VSできない人           |
| 1月11日  | 和食VS洋食                       |
| 1月18日  | みそ汁VSスープ                   |
| 1月25日  | 初級スキーヤーVS上級スキーヤー   |
| 2月8日   | 日本人のしぐさVS欧米人のしぐさ   |
| 2月15日  | 薄着の子VS厚着の子               |
| 2月22日  | ぬかみそ漬けVSキムチ             |
| 3月1日   | まんじゅうVSケーキ               |
| 3月8日   | 演歌VSロック                     |
| 3月15日  | ワープロVS手書き                 |
| 3月29日  | クイズ 食と健康大全集            |
| 4月8日   | 犬VS猫                           |
| 4月15日  | 江戸っ子VS浪花っ子               |
| 4月22日  | 中国料理 VS フランス料理         |
| 4月29日  | 紫外線 VS 赤外線                 |
| 5月6日   | サッカーVS野球                   |
| 5月13日  | 酒を飲む人 VS 飲まない人         |
| 5月20日  | ふとんVSベッド                   |
| 5月27日  | カツオ VS タイ                   |
| 6月3日   | インドのカレー VS 日本のカレー   |
| 6月10日  | 緑茶 VS ウーロン茶               |
| 6月17日  | ビンVS缶                         |
| 6月24日  | 左ハンドル VS 右ハンドル         |
| 7月1日   | 近代泳法 VS 古式泳法             |
| 7月8日   | クーラー VS 扇風機               |
| 7月29日  | おむすび VS サンドイッチ         |
| 9月2日   | ヨガ VS エアロビクス             |
| 9月9日   | メガネVSコンタクトレンズ         |
| 9月16日  | ワイン VS ウイスキー             |
| 9月30日  | 納豆 VS ヨーグルト               |
| 10月14日 | 運動ダイエット VS 食事ダイエット |
| 10月21日 | 編む VS 織る                     |
| 10月28日 | 畳 VS フローリング               |
| 11月4日  | バラVS菊                         |
| 11月11日 | チョコレート VS 羊かん           |
| 11月18日 | 骨折 VS ねんざ                   |
| 11月25日 | 睡眠の短い人 VS 長い人           |
| 12月2日  | のりVS昆布                       |
| 12月9日  | ビリッとくる人 VS こない人       |
| 12月16日 | オンチ VS カラオケ名人           |

### 1994年
| 放送日  | サブタイトル                 |
| ------- | ---------------------------- |
| 1月6日  | 赤みそ VS 白みそ             |
| 1月13日 | 冷蔵庫 VS 電子レンジ         |
| 1月20日 | オーバースローVSアンダースロ |
| 1月27日 | “外から守る”VS“中から磨く”   |
| 2月3日  | 卵 VS 牛乳                   |
| 2月10日 | 歯並びいい人VSわるい人       |
| 2月17日 | イカ VS タコ                 |
| 3月10日 | 靴選び VS 歩き方             |
| 3月17日 | 若さを保つ派VS年相応派       |
| 3月24日 | 珍実験VS名場面               |